# Hemiteles similis
Hemiteles similis là một loài tò vò trong họ Ichneumonidae.